# Kenichi Shimokawa
Kenichi Shimokawa (下川 健一, Shimokawa Kenichi) est un footballeur japonais né le 14 mai 1970 à Gifu dans la préfecture de Gifu au Japon.